# درگو جنوبی
درگو جنوبی، روستایی از توابع بخش کاکی شهرستان دشتی در استان بوشهر ایران است.

## جمعیت
این روستا در دهستان چغاپور قرار دارد و براساس سرشماری مرکز آمار ایران در سال ۱۳۸۵، جمعیت آن زیر سه خانوار بوده‌است.